# Сборная Украины по пляжному футболу
Сборная Украины по пляжному футболу — представляет Украину на международных соревнованиях по пляжному футболу. Контроль и организацию осуществляет Федерация футбола Украины. Является обладателем кубка Европы 2007, победителем европейского отборочного турнира к чемпионату мира 2011, а также победителем Евролиги 2016.

## Квалификация к Кубку мира 2013 года
На квалификация к Кубку мира 2013 на Таити сборная Украины по пляжному футболу попала в одну группу с Португалией, Грецией и Молдавией. Позже состоялся матч за право на место в следующем раунде с турками, в котором украинцы победили со счетом 7:4. На следующем, последнем этапе отбора, украинцам предстояли игры ещё с тремя командами. Ими оказались Венгрия, Польша и Испания. На данном турнире украинцы уступили лишь один раз — фавориту турнира команде Испании, пропустив в дополнительное время 1 мяч и проиграв со счётом 4:5. Далее состоялся матч за бронзовую медаль и третье место на квалификации с голландцами, поскольку обе команды заняли в своих группах вторые места. Этот матч стал единственным на квалификации, в котором сборная Украины не пропустила ни одного гола, победив со счётом 3:0.

### Чемпионат мира
| 1995  | Не прошла квалификацию | Не прошла квалификацию | Не прошла квалификацию | Не прошла квалификацию | Не прошла квалификацию | Не прошла квалификацию | Не прошла квалификацию | Не прошла квалификацию | Не прошла квалификацию |
| 1996  | Не прошла квалификацию | Не прошла квалификацию | Не прошла квалификацию | Не прошла квалификацию | Не прошла квалификацию | Не прошла квалификацию | Не прошла квалификацию | Не прошла квалификацию | Не прошла квалификацию |
| 1997  | Не прошла квалификацию | Не прошла квалификацию | Не прошла квалификацию | Не прошла квалификацию | Не прошла квалификацию | Не прошла квалификацию | Не прошла квалификацию | Не прошла квалификацию | Не прошла квалификацию |
| 1998  | Не прошла квалификацию | Не прошла квалификацию | Не прошла квалификацию | Не прошла квалификацию | Не прошла квалификацию | Не прошла квалификацию | Не прошла квалификацию | Не прошла квалификацию | Не прошла квалификацию |
| 1999  | Не прошла квалификацию | Не прошла квалификацию | Не прошла квалификацию | Не прошла квалификацию | Не прошла квалификацию | Не прошла квалификацию | Не прошла квалификацию | Не прошла квалификацию | Не прошла квалификацию |
| 2000  | Не прошла квалификацию | Не прошла квалификацию | Не прошла квалификацию | Не прошла квалификацию | Не прошла квалификацию | Не прошла квалификацию | Не прошла квалификацию | Не прошла квалификацию | Не прошла квалификацию |
| 2001  | Не прошла квалификацию | Не прошла квалификацию | Не прошла квалификацию | Не прошла квалификацию | Не прошла квалификацию | Не прошла квалификацию | Не прошла квалификацию | Не прошла квалификацию | Не прошла квалификацию |
| 2002  | Не прошла квалификацию | Не прошла квалификацию | Не прошла квалификацию | Не прошла квалификацию | Не прошла квалификацию | Не прошла квалификацию | Не прошла квалификацию | Не прошла квалификацию | Не прошла квалификацию |
| 2003  | Не прошла квалификацию | Не прошла квалификацию | Не прошла квалификацию | Не прошла квалификацию | Не прошла квалификацию | Не прошла квалификацию | Не прошла квалификацию | Не прошла квалификацию | Не прошла квалификацию |
| 2004  | Не прошла квалификацию | Не прошла квалификацию | Не прошла квалификацию | Не прошла квалификацию | Не прошла квалификацию | Не прошла квалификацию | Не прошла квалификацию | Не прошла квалификацию | Не прошла квалификацию |
| 2005  | 1/4 финала             | 3                      | 1                      | 2                      | 15                     | 11                     | +4                     |                        |                        |
| 2006  | Не прошла квалификацию | Не прошла квалификацию | Не прошла квалификацию | Не прошла квалификацию | Не прошла квалификацию | Не прошла квалификацию | Не прошла квалификацию | Не прошла квалификацию | Не прошла квалификацию |
| 2007  | Не прошла квалификацию | Не прошла квалификацию | Не прошла квалификацию | Не прошла квалификацию | Не прошла квалификацию | Не прошла квалификацию | Не прошла квалификацию | Не прошла квалификацию | Не прошла квалификацию |
| 2008  | Не прошла квалификацию | Не прошла квалификацию | Не прошла квалификацию | Не прошла квалификацию | Не прошла квалификацию | Не прошла квалификацию | Не прошла квалификацию | Не прошла квалификацию | Не прошла квалификацию |
| 2009  | Не прошла квалификацию | Не прошла квалификацию | Не прошла квалификацию | Не прошла квалификацию | Не прошла квалификацию | Не прошла квалификацию | Не прошла квалификацию | Не прошла квалификацию | Не прошла квалификацию |
| 2011  | Групповой раунд        | 3                      | 1                      | 2                      | 8                      | 6                      | +2                     |                        |                        |
| 2013  | Групповой раунд        | 3                      | 1                      | 2                      | 9                      | 11                     | -2                     |                        |                        |
| 2015  | Не прошла квалификацию | Не прошла квалификацию | Не прошла квалификацию | Не прошла квалификацию | Не прошла квалификацию | Не прошла квалификацию | Не прошла квалификацию | Не прошла квалификацию | Не прошла квалификацию |
| 2017  | Не прошла квалификацию | Не прошла квалификацию | Не прошла квалификацию | Не прошла квалификацию | Не прошла квалификацию | Не прошла квалификацию | Не прошла квалификацию | Не прошла квалификацию | Не прошла квалификацию |
| 2019  | Снялась с соревнований | Снялась с соревнований | Снялась с соревнований | Снялась с соревнований | Снялась с соревнований | Снялась с соревнований | Снялась с соревнований | Снялась с соревнований | Снялась с соревнований |
| 2021  | Снялась с соревнований | Снялась с соревнований | Снялась с соревнований | Снялась с соревнований | Снялась с соревнований | Снялась с соревнований | Снялась с соревнований | Снялась с соревнований | Снялась с соревнований |
| Итого | 3/21                   | 9                      | 3                      | 6                      | 32                     | 28                     | +4                     |                        |                        |

## Текущий состав
Список игроков для участия в первом этапе Евролиги 2019 против сборной Швейцарии (5 июля 2019), сборной Португалии (6 июля 2019) и сборной Польши (7 июля 2019)
| Имя                | Клуб         |         |
| Вратари            | Вратари      | Вратари |
| ------------------ | ------------ | ------- |
| Андрей Неруш       | ОИТ          |         |
| Владимир Гладченко | Евроформат   |         |
| Универсалы         |              |         |
| Константин Макеев  | Гриффин      |         |
| Юрий Щерица        | Киевгорстрой |         |
| Иван Глуцкий       | Киевгорстрой |         |
| Дмитрий Медведь    | Киевгорстрой |         |
| Андрей Пашко       | Альтернатива |         |
| Евгений Петренко   | Выбор        |         |
| Ярослав Заворотный | Евроформат   |         |
| Роман Пачев        | Евроформат   |         |

## Достижения
Евролига
- Обладатель: 2016
- Финалист: 2015
- Бронзовый призёр: 2004, 2020

Кубок Европы
- Обладатель: 2007

Квалификация чемпионата мира по пляжному футболу (УЕФА)
- Обладатель: 2010
- Финалист: 2021
- Бронзовый призёр: 2012